# Seuratoidea
Die Seuratoidea sind eine Überfamilie der Spulwürmer mit 390 Arten.

## Merkmale
Die Mundöffnung ist manchmal vertikal verlängert. Lippen fehlen gewöhnlich oder sind zumindest stark reduziert. Die Mundkapsel ist gering entwickelt oder fehlt und hat keinen komplexen hinteren Abschnitt. Der Ösophagus ist gewöhnlich einfach zylindrisch, manchmal besteht er aus zwei Abschnitten mit unterschiedlichem Kaliber. Die für den Endwirt nichtansteckenden Larven (Larven 1, 2 und frühe Larve 3) entwickeln sich nicht gänzlich innerhalb des Zwischenwirts.

## Systematik
Hodda (2022) unterteilt die Überfamilie in fünf Familien, zehn Unterfamilien und 41 Gattungen:
- Chitwoodchabaudiidae Puylaert, 1970
  - Chitwoodchabaudiinae Puylaert, 1970
- Cucullanidae Cobbold, 1864 
  - Campanarougetiinae Le-Van-Hoa & Pham-Ngoc-Khue, 1971
  - Cucullaninae Cobbold, 1864
- Quimperiidae Gendre, 1928 (Baylis, 1930)
  - Omelinae Sobolev, 1949
  - Quimperiinae Gendre, 1928
- Schneidernematidae Freitas, 1956
  - Inglisonematinae Freitas, 1956 (Mawson, 1968)
  - Schneidernematinae Freitas, 1956
- Seuratidae Railliet, 1906
  - Echinonematinae Inglis, 1967
  - Seuratinae Railliet, 1906 (Hall, 1916)
  - Skryabinelaziinae Chabaud, Campana-Rouget & Brygoo, 1959